# Games People Play (90210)
«Игры, в которые играют люди» (англ. Games People Play) — десятая серия первого сезона американского телесериала «90210: Новое поколение», премьера которого состоялась 11 ноября 2008 года (вторник). Режиссёр — Венди Станцлер по сценарию Кристин Лонг, на основе персонажей, созданных Дарреном Старом. Автор идеи — Роб Томас, создатель успешного сериала «Вероника Марс».
Премьера эпизода в России состоялась 16 февраля 2010 года на канале Муз-ТВ.

## Сюжет
Слухи о романе Кимберли и Райана распространяются по школе. Гарри заменяет Райана, а Наоми решает отомстить Энни, разрушив празднование её шестнадцатилетия. Келли возвращается в Беверли-Хиллз, раз и навсегда расставшись с Диланом. От Сильвер она узнаёт о том, что Райана якобы уволили за растление Кимберли. Наоми воплощает свой коварный план, не давая Энни возможности подруге сказать ей правду об отношениях с Итаном. Прогуливаясь по магазинам в поисках платья для вечеринки, Наоми находит номер Джейсона — бывшего парня Энни из Канзаса. Сильвер пишет в своём блоге статью о Райане. Адрианне кажется, что Навид отдаляется от неё. Келли не понимает, почему Гарри так безразличен к ситуации Райана, и пытается поговорить с Кимберли как школьный психолог, но девушка отказывается. Вернувшись домой, Энни застаёт в бассейне Джейсона. Его пригласила Наоми.
Адрианна приезжает к Навиду, чтобы откровенно поговорить с ним, и, в итоге, знакомится со всей семьёй Ширази, которые очень тепло встречают девушку. Кимберли просит прощения у Райана за то, что вынуждена была поставить мужчину в такое положение. Во время праздничного обеда Наоми делает всё возможное, чтобы вызвать с помощью Джейсона ревность Итана по отношению к Энни. Ребята узнают, что Джейсон планирует поступить в Калифорнийский университет. Кимберли ловит дилера Эрика и приказывает ему представить её своему боссу. Встретившись вечером в ванной с Энни, Джейсон целует её. Наступает день шестнадцатилетия Энни. Навид признаётся Адрианне, что он — девственник. Итан ссорится с Энни, а Кимберли хватает с поличным наркобарона, распространяющего наркотике в школе Западного Беверли. Табита выступает в качестве ведущей на вечеринке по случаю Дня Рождения.
Расстроенная Энни выходит подышать свежим воздухом на крыльце дома, и там встречает Итана, который просит прощения у возлюбленной. Наоми наблюдает за ними из окна и показывает Джейсону, как Энни и Итан целуются. Келли приходит навестить Райан — она предлагает начать всё сначала, но появляется Кимберли, и Келли понимает, что между ними что-то есть. Вернувшись в дом, Энни застаёт Наоми, целующейся с Джейсоном. Расстроенная Энни говорит с Джейсоном, который замечает, что она изменилась. После ухода юноши, Энни вызывает Наоми на разговор. Они ссорятся, разорвав дружбу, и в этот момент во дворе дома появляется молодой человек в форме, назвавшийся Шоном — сыном Гарри Уилсона и Трейси Кларк.

## В ролях
| Основной состав: - Шеней Граймс — Энни Уилсон - Тристан Уайлдз — Диксон Уилсон - Анна-Линн Маккорд — Наоми Кларк - Дастин Миллиган — Итан Уорд - Майкл Стэгер — Навид Ширази - Джессика Строуп — Эйрин Сильвер - Райан Эгголд — Райан Мэттьюз - Роб Эстес — Гарри Уилсон - Лори Локлин — Дебби Уилсон - Джессика Уолтер — Табита Уилсон | Приглашённые звёзды: - Джесика Лаундс — Адрианна Тэйт-Дункан - Дженни Гарт — Келли Тейлор - Джессика Лукас — Кимберли МакЭнтайер - Крис Зилка — Джейсон - Джош Хендерсон — Шон Каванов - Келлан Латс — Джордж Эванс - Шон Дюк — Омар Ширази - Фабиана Уденио — Атуса Ширази - Брендон Майкл Вейда — Майк - Патрик Себс — Джаред - Майкл Гразиадей — Эрик - Рич Моррис — Мистер Хант - Ариэла Барер — Рана Ширази |

## Факты
- Слоганы эпизода: «Surprises... Expect Unexpected...» и «Get Ready For The «Ex Games».

- В сцене, где Энни разговаривает с Джейсоном в ванной можно заметить, что рубашка пижамы девушки то застёгнута до самого верха, то немного расстёгнута.

- Этот эпизод посвящён памяти Рона Куни (англ. In memory Of Ronn Cooney. 1937 – 2008.).

- Когда Наоми берёт телефон Энни, чтобы найти номер Джейсона, можно заметить, что номер юноши имеет код Канзаса, а не Вичиты, откуда приехали главные герои; больше всего номеров с кодом 323. Технически, это код Беверли-Хиллз, который используется в небольшой части города, именуемой «смежным Беверли-Хиллз». Состоятельные люди живут в части города код которой 310. Считается, что большинство студентов живёт именно в этой части с кодом 310.

- «Games People Play» — название песни, написанной и исполненной Джо Саута для его дебютного альбома «Introspect».

- Интересно, что в период выхода этого эпизода, зрители могли набрать номер Джейсона — 913-709-0409 — и услышать, как Наоми приглашает юношу на День Рождения Энни. Однако сейчас, номер не работает.

- Энни говорит Итану, что она начала встречаться с Джейсоном в 8 классе — последняя ступень средней школы, затем следуют выпускные классы в старшей классе. Правда её слова не очень совпадают с тем, что сказала Дебби дочери во время их разговора в 5 эпизоде: Дебби говорит, что у Энн было много молодых людей, в которых она быстро влюблялась, а затем также быстро с ними расставалась.

- Список телефонных контактов Энни: Ральфи (англ. Ralphie) 323-555-0169 (это же имя появляется в списке Бренды), Папа — 323-555-0120, Диксон — 323-555-0177, Джейсон — 913-709-0409. Странно, что первым стоит имя Ральфи, а остальные имена стоят в алфавитном порядке, а номера Итана, который должен стоять между телефонами Гарри и Диксона, нет вообще. Тем более странно, если учесть, что Итан — парень Энни.

## Музыка эпизода
Список композиций, звучавших в эпизоде, опубликован на официальном сайте сериала:
- «Thunder» в исполнении Boys Like Girls (Сцена: начало эпизода, Наоми идёт по школе).

- «Never Be Your Baby» в исполнении Will Dailey (Сцена: Наоми и Энни в магазине).

- «Neon Beanbag» в исполнении Stereolab (Сцена: Энни приходит домой, где встречает Джейсона).

- «Kurdestan» в исполнении Jamshid (Сцена: Адрианна приезжает в дом семейства Ширази).

- «Vegetable Car» в исполнении Джошуа Радина (Сцена: Райан и Кимберли разговаривают по телефону).

- «Avalin Negah» в исполнении Jamshid (Сцена: Адрианна ужинает с семьёй Навида).

- «Heartless» в исполнении Канье Уэста (Сцена: Джейсон ужинает с ребятами).

- «Hit Me With Your Best Shot» в исполнении Джессики Уолтер (из репертуара Pat Benatar) (Сцена: Табита поёт под караоке на вечеринке Энни).

- «Peace Of Mind» в исполнении Will Dailey (Сцена: Итан дарит Энни подарок; Джейсон и Наоми видят, как Итан и Энни целуются).

- «When The Saints Go Marching In» в исполнении Тристана Уайлдза и Джессики Строуп (Сцена: конец эпизода, Диксон и Сильвер поют под караоке).

## Критика
В день премьеры в США эпизод посмотрели 2,72 млн зрителей